# Корсунський полк
Ко́рсунський полк — адміністративно-територіальна і військова одиниця Війська Запорозького в XVII—XVIII століттях. Полковий центр — місто Корсунь. Утворений в 1625 році як полк реєстрових козаків.

## Історія
На час формування полку його першочерговою стратегічною метою було перехоплення татарських набігів по Чорному шляху та патрулювання його території.
На початку Національно-визвольної війни середини XVII ст. полк воював на боці польської шляхти, і лише перед битвою на Жовтих Водах 16 травня 1648 р. перейшов на бік повстанців.
У 1649 році до формації було приєднано Лисянський полк. У підсумку це став найчисельніший полк Війська Запорозького 1649—1654 років — за Зборовським реєстром 1649 року нараховував 3472 козаків, у 1654 р. — 5150 (з 51-го по 54-й рік на території полку додатково було сформовано ще 9 сотень).
Під час укладання Білоцерківського договору частина козаків полку підняла повстання котре приборкав Хмельницький. Відігравав активну роль у подіях часів війни 1658—1659 років, під булавою Виговського брав участь у Конотопській битві.
У часи Руїни у Корсуні знаходилася гетьманська резиденція (цю традицію заклав ще Б.Хмельницький у 1654—1655 роках) Ю. Хмельницького, П. Тетері, П. Дорошенка. Саме тут відбулася Корсунська рада (1657). Пізніше у 1664 році, через руйнацію краю, С. Височан переніс полковий центр до Лисянки. У цей період Корсунщина неодноразово перебувала в епіцентрі бойових дій. Через це її населення постійно зменшувалося, а з переселенням у 1665 р. козаків на чолі з полковником Височаном в Лівобережну Україну великі групи мешканців краю майже кожен рік осідали в лівобережних полках. Пік переселення припадає на середину 70-х рр. XVII ст. З 1666-го територія увійшла до вілаєту Дорошенка. Формально у цей період полк існував до 1676 року — капітуляції Петра Дорошенка.

## 1685—1712
Як формація Правобережного козацтва полк було відновлено у 1685 р. під час відновлення козацького устрою на Правобережжі. Його очолив виходець з Полтавщини Захар Іскра. Після відновлення полку корсунські козаки почали брати активну участь у політичних подіях, що відбувалися на території Правобережної України, зокрема, у походах на турецькі і татарські території, в повстанні 1702—1704 рр., Північній війні. Втім чисельно він вже був значно менший за попередні роки, до того ж виключно піхотний. На початку XVIII ст. з Лівобережжя на територію Корсунського полку посилився потік переселенців. У 1701 р. лівобережний гетьман Іван Мазепа скаржився, що Іскра разом з іншими правобережними полковниками, всупереч договорам, позаводив слободи в Корсуні, Мошнах та Драбівці.
У серпні 1699-го на пацифікаційному сеймі було вирішено «скасувати всі полки, як піші, так і кінні». Узимку 1702 р. у Корсунь, виконуючи рішення сейму, з озброєним загоном прибув власник Корсунського староства Ян Яблоновський й вимагав від козаків залишити населені пункти полку. Козаки вимозі не підкорились, натомість перебили у Корсуні католиків та жидів, у чому їх підтримали й міщани. Зрештою це призвело до того що наказний гетьман С.Самусь присягнув московському царю та разом із корсунцями, котрих очолював Іскра, підтримав повстання Палія.
1711 року полк став опорним пунктом гетьмана Пилипа Орлика під час його походу на Правобережну Україну. У квітні 1711 р. полк брав участь в обороні Богуслава від чисельно переважаючих військ Голіцина.
У 1711—1712 рр. за наказом російської влади більшу частину козаків та цивільних мешканців було силою переселено на Лівобережжя, а полк ліквідовано разом з іншими правобережними полками.

## Участь у військових діях
| Назва кампанії           | Назва кампанії |
| ------------------------ | -------------- |
| Повстання Федоровича     | 1630           |
| Смоленська війна         | 1632-1634      |
| Повстання Павлюка        | 1637           |
| Повстання Острянина      | 1638           |
| Хмельниччина             | 1648—1654      |
| Білоцерківське повстання | 1651           |
| Конотопська битва        | 1659           |
| Громадянська війна       | 1660-1676      |
| Молдавські походи        | 1686-1687      |
| Польсько-турецька війна  | 1695           |
| Повстання Палія          | 1702-1704      |
| Похід Пилипа Орлика      | 1711           |